# Tsutomu Fujihara
Tsutomu Fujihara (japanisch 藤原 務 Fujihara Tsutomu; * 13. Oktober 1980 in der Präfektur Mie) ist ein ehemaliger japanischer Fußballspieler.

## Karriere
Fujihara erlernte das Fußballspielen in der Schulmannschaft der Kobe Koryo Gakuen High School. Seinen ersten Vertrag unterschrieb er 1999 bei den Cerezo Osaka. Der Verein spielte in der höchsten Liga des Landes, der J1 League. 2002 wechselte er zum Zweitligisten Avispa Fukuoka. 2003 wechselte er zum Drittligisten Jatco FC. Ende 2003 beendete er seine Karriere als Fußballspieler.

## Erfolge
Cerezo Osaka
- Kaiserpokal

Finalist: 2001